# 빗나간 청춘
"빗나간 청춘"은 한국에서 제작된 노필 감독의 1964년 영화이다. 강신성일 등이 주연으로 출연하였다.

## 출연

### 주연
- 강신성일
- 태현실
- 윤인자

## 기타
- 조명: 이규창
- 미술: 송백규